# Ciżma

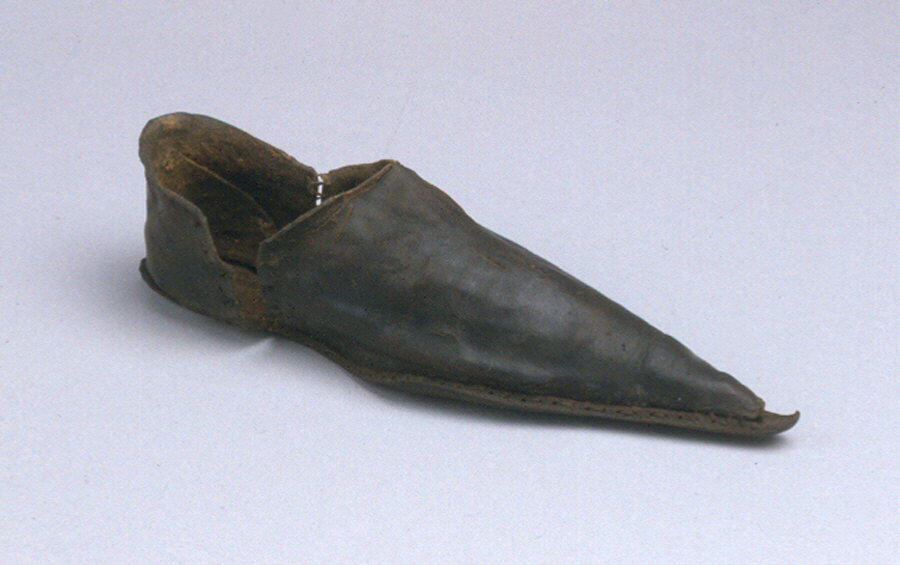
Ciżma, XIV–XV w.

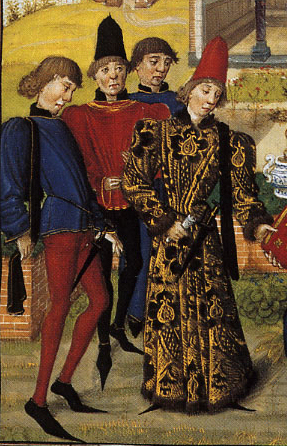
Ciżmy (poulaines) noszone w Burgundii około 1470 roku

Ciżma, ciżemka (l.mn. ciżmy, ciżemki) – rodzaj butów o niezwykle wydłużonych noskach, bardzo popularnych w Europie w XV wieku, znane tam pod nazwą poulaines i cracoves. Buty te były płytkie z krótką cholewką sięgającą maksymalnie kostki. Podeszwę miały płaską, bez obcasa.
Większość badaczy jest zgodna, że nazwy poulaines i cracoves pochodzą od Polski i Krakowa. Francuzi nazywali je le soulier de poulaine („buty pochodzące z Polski”) lub po prostu poulaine albo poleyn. Buty wykonywano z każdego rodzaju materiału, w tym welwetu i skóry, często były też wyszywane perłami lub złotem. Lewy i prawy but były odmiennej barwy i kontrastowały z odpowiadającymi im nogawkami. Nadmierne wydłużenie i zaostrzony kształt nosków powodował chód przypominający ataktyczny. W bitwie pod Nikopolis w 1396 roku francuscy krzyżowcy byli zmuszeni odciąć noski swoich poulaines, aby móc uciec.
W celu wzmocnienia fallicznego znaczenia poulaines, wiele z nich było pokrytych dziwacznymi zdobieniami, często obscenicznymi. Na przełomie XIV i XV wieku poulaines stały się krótsze. Dowody archeologiczne wskazują, że w XIV wieku również dzieci nosiły buty z wydłużonymi noskami. Niektórzy historycy uważają, że długość chłopięcych butów zwiększała się wraz ze wzrostem dziecka, wskazując na zbliżanie się do dorosłości, jednak brak dowodów w pełni potwierdzających tę hipotezę. W XV wieku modne poulaines były o ponad 60 cm dłuższe niż stopa.
Poulaines nie były jednak popularne we wszystkich krajach Europy. Znaleziska archeologiczne z Holandii i Szwecji sugerują, że rzadko noszono je w północnej Europie. Historycy mody interpretują to jako potwierdzenie, iż poulaines łączą się z dekadencją i rozwiązłością. Buty te były również łączone z odrodzeniem pogaństwa, dlatego też Kościół katolicki w wydawanych przez papieża bullach regulował, kto może nosić tego typu obuwie. Po roku 1500 buty z wydłużonymi noskami niemal całkowicie zanikły i pojawiły się ponownie dopiero w okresie rewolucji seksualnej w latach 60. XX wieku.
W Polsce XVI i XVII w. znane również pod nazwą boczkorki szyte były z kolorowych skór i zdobione motywami wschodnimi. Wówczas to stały się jednym z elementów ubioru narodowego.